# Нурлатское сельское поселение (Зеленодольский район)
Нурлатское се́льское поселе́ние — муниципальное образование в Зеленодольском районе Татарстана Российской Федерации.
Административный центр — село Нурлаты.

## История
Статус и границы сельского поселения установлены Законом Республики Татарстан от 31 января 2005 года № 24-ЗРТ «Об установлении границ территорий и статусе муниципального образования "Зеленодольский муниципальный район" и муниципальных образований в его составе».

## Население
| 2010  | 2011  | 2012  | 2013  | 2014  | 2015  | 2016  |
| ----- | ----- | ----- | ----- | ----- | ----- | ----- |
| 3347  | ↗3354 | ↘3346 | ↘3328 | ↘3301 | ↘3276 | ↘3224 |
| 2017  | 2018  |       |       |       |       |       |
| ↘3181 | ↘3121 |       |       |       |       |       |

## Состав сельского поселения
| № | Населённый пункт   | Тип населённого пункта            | Население |
| - | ------------------ | --------------------------------- | --------- |
| 1 | Албаба             | деревня                           |           |
| 2 | Албаба             | посёлок железнодорожного разъезда |           |
| 3 | Булатово           | деревня                           |           |
| 4 | Косяково           | село                              |           |
| 5 | Нурлаты            | село, административный центр      |           |
| 6 | Прибой             | посёлок                           |           |
| 7 | Рязаново           | деревня                           |           |
| 8 | Татарское Исламово | деревня                           |           |